# Berndt Ivegren
Berndt Ivegren (* 21. September 1923 in Stockholm als Bernt Elof Johansson; † 11. September 2009 in Huddinge) war ein schwedischer Fußballspieler.

## Laufbahn
Ivegren begann seine Laufbahn bei Hofors AIF. Anschließend spielte er für Djurgårdens IF in der Allsvenskan.
Am 2. September 1951 kam Ivegren zu seinem einzigen Länderspiel im Trikot der schwedischen Nationalmannschaft. Im Råsundastadion wurde die finnische Landesauswahl mit 3:2 besiegt.
1951 gehörte Ivegren zu den Protagonisten des Fußballfilms „Tini-Kling“, in dem über eine Ostasientour von Djurgårdens IF berichtet wird.